# Apidioplana mira
Apidioplana mira is een platworm (Platyhelminthes). De worm is tweeslachtig. De soort leeft in het zoute water.
Het geslacht Apidioplana, waarin de platworm wordt geplaatst, wordt tot de familie Apidioplanidae gerekend. De wetenschappelijke naam van de soort werd voor het eerst geldig gepubliceerd in 1926 door Bock.